# Банну (аэропорт)
Международный аэропорт «Банну» (англ. Bannu Airport) (ИАТА: BNP, ИКАО: OPBN) — международный аэропорт в городе Банну в пакистанской провинции Хайбер-Пахтунхва. Расположен в 11 км от центра города Банну. Аэропорт располагает 1 асфальтовой ВПП длиной 1830 метров.
В аэропорту Банну отсутствует регулярное воздушное сообщение; с 1999 года в нём не садился ни один самолёт, так как правительство посчитало этот аэропорт ненужным. Последние регулярные рейсы выполняла авиакомпания Pakistan International Airlines на самолётах Fokker F27. Это связано с тем, что ремонтные работы постоянно затягиваются. Достроить аэропорт обещал в 2016 лично премьер-министр Пакистана в своей инаугурационной речи. На реконструкцию было выделено 715 миллионов пакистанских рупий, однако из-за смены правительства в 2018 году никакие работы фактически не были выполнены, по крайней мере по состоянию на 2020 год.
Сейчас аэропорт представляет собой полузаброшенное здание. Тем не менее, здание продолжает обслуживаться.
По плану аэропорт должен начать принимать самолёты типа Airbus A320 и Boeing 737.